# Scolecocampa
Scolecocampa là một chi bướm đêm thuộc họ Erebidae.

## Các loài
- Scolecocampa atriluna J.B. Smith, 1903
- Scolecocampa liburna Geyer, 1837